# Französisch-polnisches Bündnis

Politische Karte Europas während der Zwischenkriegszeit

Das französisch-polnische Bündnis war das Militärbündnis zwischen Polen und Frankreich, das zwischen den frühen 1920er Jahren und dem Ausbruch des Zweiten Weltkriegs bestand. Die ersten Vereinbarungen wurden im Februar 1921 unterzeichnet und traten 1923 formell in Kraft. In der Zwischenkriegszeit war das Bündnis mit Polen einer der Eckpfeiler der französischen Außenpolitik.

## Hintergrund
Während der französisch-habsburgischen Rivalität, die im 16. Jahrhundert begann, versuchte Frankreich, östlich von Österreich Verbündete zu finden, in der Hoffnung, sich mit Polen zu verbünden. Auch der polnische König Johann III. Sobieski hatte die Absicht, sich mit Frankreich gegen die Bedrohung durch Österreich zu verbünden, doch die größere Bedrohung durch das islamische Osmanische Reich veranlasste ihn, in der Schlacht von Wien für die christliche Sache zu kämpfen. Im 18. Jahrhundert wurde Polen von Russland, Preußen und Österreich aufgeteilt, doch Napoleon stellte einen polnischen Nationalstaat mit dem Herzogtum Warschau kurzzeitig wieder her. Mit dem Aufstieg des vereinigten Deutschen Reiches im 19. Jahrhundert fanden Frankreich und Polen einen neuen gemeinsamen Feind.

## Zwischenkriegszeit
Während des polnisch-sowjetischen Krieges 1920 entsandte Frankreich, einer der aktivsten Unterstützer Polens, die französische Militärmission nach Polen, um die polnische Armee zu unterstützen. Anfang Februar erörterten der polnische Staatschef Józef Piłsudski und der französische Präsident Alexandre Millerand in Paris drei Pakte: einen politischen, einen militärischen und einen wirtschaftlichen.
Das politische Bündnis wurde dort am 19. Februar 1921 vom polnischen Außenminister Graf Eustachy Sapieha und dem französischen Außenminister Aristide Briand im Rahmen der Verhandlungen unterzeichnet, die den Polnisch-Sowjetischen Krieg durch den Vertrag von Riga beendeten. Das Abkommen sah eine gemeinsame Außenpolitik, die Förderung bilateraler Wirtschaftskontakte, die Konsultation neuer mittel- und osteuropäischer Pakte und Hilfeleistungen für den Fall vor, dass einer der Unterzeichnerstaaten Opfer eines „unprovozierten“ Angriffs würde. Es handelte sich also um ein Verteidigungsbündnis. Der geheime Militärpakt wurde zwei Tage später, am 21. Februar 1921, unterzeichnet und stellte klar, dass das Abkommen auf mögliche Bedrohungen sowohl durch Deutschland als auch durch die Sowjetunion abzielte. Ein Angriff auf Polen würde Frankreich dazu veranlassen, die Kommunikationswege freizuhalten und Deutschland in Schach zu halten, ohne dass es Truppen entsenden oder den Krieg erklären müsste. Sowohl der politische als auch der militärische Pakt waren rechtlich nicht in Kraft, solange der Wirtschaftspakt nicht ratifiziert war, was am 2. August 1923 erfolgte.
Das Bündnis wurde durch den französisch-polnischen Optionsvertrag, der am 16. Oktober 1925 in Locarno als Teil der Locarno-Verträge unterzeichnet wurde, weiter ausgebaut. Mit diesem neuen Vertrag wurden alle zuvor unterzeichneten polnisch-französischen Abkommen in das System der gegenseitigen Pakte des Völkerbundes aufgenommen.
Das Bündnis war eng mit dem französisch-tschechoslowakischen Bündnis verknüpft. Frankreichs Bündnisse mit Polen und der Tschechoslowakei zielten darauf ab, Deutschland von der Anwendung von Gewalt abzuschrecken, um eine Revision der Nachkriegsordnung zu erreichen, und sicherzustellen, dass die deutschen Streitkräfte mit einer beträchtlichen kombinierten Stärke seiner Nachbarn konfrontiert würden. Obwohl die Tschechoslowakei über eine bedeutende Wirtschaft und Industrie und Polen über eine starke Armee verfügte, erreichte das französisch-polnisch-tschechoslowakische Dreieck nie sein volles Potenzial. Die tschechoslowakische Außenpolitik unter Edvard Beneš vermied es, ein formelles Bündnis mit Polen zu schließen, das die Tschechoslowakei gezwungen hätte, in polnisch-deutschen Territorialstreitigkeiten Partei zu ergreifen. Der Einfluss der Tschechoslowakei wurde durch die Zweifel ihrer Verbündeten an der Vertrauenswürdigkeit ihrer Armee geschwächt, und der Einfluss Polens wurde durch die Kämpfe zwischen Anhängern und Gegnern von Józef Piłsudski untergraben. Die mangelnde Bereitschaft Frankreichs, in die Industrie seiner Verbündeten (insbesondere Polens) zu investieren, die Handelsbeziehungen durch den Kauf von Agrarprodukten zu verbessern und militärisches Fachwissen zu teilen, schwächte das Bündnis weiter.
In den 1930er Jahren blieb das Bündnis weitgehend inaktiv, und seine einzige Wirkung bestand darin, die französische Militärmission in Polen zu erhalten, die seit dem Polnisch-Sowjetischen Krieg mit dem polnischen Generalstab zusammengearbeitet hatte. Als jedoch in der zweiten Hälfte des Jahrzehnts die deutsche Bedrohung immer deutlicher wurde, begannen beide Länder, einen neuen Pakt anzustreben, der die Unabhängigkeit aller Vertragsparteien und die militärische Zusammenarbeit im Falle eines Krieges mit Deutschland garantieren sollte.

## Zweiter Weltkrieg
In Reaktion auf die revisionistische und aggressive Außenpolitik von Adolf Hitler wurde im Jahr 1939 schließlich ein neues Bündnis geschmiedet. Das Kasprzycki-Gamelin-Abkommen wurde am 19. Mai 1939 in Paris unterzeichnet. Benannt wurde es nach dem polnischen Kriegsminister General Tadeusz Kasprzycki und dem Befehlshaber der französischen Armee Maurice Gamelin. Die militärische Konvention galt von Armee zu Armee, nicht von Staat zu Staat, und war rechtlich nicht in Kraft, da sie von der Unterzeichnung und Ratifizierung der politischen Konvention abhängig war. Es verpflichtete beide Armeen, sich im Falle eines Krieges mit Deutschland gegenseitig Hilfe zu leisten. Im Mai versprach Gamelin eine „kühne Entlastungsoffensive“ innerhalb von drei Wochen nach einem deutschen Angriff.
Der Vertrag wurde von Frankreich am 4. September 1939, am vierten Tag des deutschen Überfalls auf Polen, ratifiziert.
Frankreich leistete Polen während des Krieges jedoch nur symbolische Hilfe in Form der Saaroffensive, die oft als Beispiel für einen westlichen Verrat angesehen wurde. Die politische Konvention war jedoch die Grundlage für den Wiederaufbau der polnischen Armee in Frankreich.
Piotr Zychowicz zitiert die Erinnerungen des französischen Botschafters in Polen, Léon Noël, der bereits im Oktober 1938 schrieb: „Es ist von größter Wichtigkeit, dass wir aus unseren Verpflichtungen (des Vertrags) alles herausnehmen, was der französischen Regierung die Entscheidungsfreiheit an dem Tag nehmen würde, an dem Polen sich im Krieg mit Deutschland befindet“. Außenminister Georges Bonnet schrieb an Noël, dass „unser Abkommen mit Polen voller Lücken ist, die notwendig sind, um unser Land vom Krieg fernzuhalten“.